# Bistritsa (Kjoestendil)
Bistritsa (Bulgaars: Бистрица) is een dorp in Bulgarije. Het dorp is gelegen in de gemeente Doepnitsa in de oblast Kjoestendil. De afstand tot Kjoestendil is hemelsbreed 39 km en de afstand tot Sofia is 52 km. 

## Bevolking
In tegenstelling tot de naburige dorpen in de regio groeide het inwonersaantal van Bistritsa van 1.436 personen in 1934 tot een maximum van 2.038 personen in 1985. Na de val van het communisme, en de daarmee samenhangende verslechterde economische situatie van de regio, kampt het dorp met een bevolkingsafname. Op 31 december 2019 woonden er 1.309 personen in het dorp.
|  |

Van de 1.580 inwoners reageerden er 1.541 op de optionele volkstelling van 2011. Van deze 1.541 respondenten identificeerden 1.537 personen zichzelf als etnische Bulgaren (99,7%). 4 respondenten gaven geen (definieerbare) etniciteit op (0,3%).
| Etniciteit   | Aantal | %     |
| ------------ | ------ | ----- |
| Bulgaren     | 1537   | 99,7% |
| Turken       | ...    | ...   |
| Roma         | ...    | ...   |
| Overig       | 4      | 0,3%  |
| Respondenten | 1541   |       |

Balanovo - Bistritsa - Blatino - Deljan - Djakovo - Doepnitsa - Dzjerman - Gramade - Jachinovo - Krajni Dol - Krajnitsi - Kremenik - Palatovo - Piperevo - Samoranovo - Topolnitsa - Tsjerven Breg